# Call of Duty: Roads to Victory
Call of Duty: Roads to Victory (titulado como Call of Duty 3 en Australia) es un videojuego de disparos en primera persona de la Segunda Guerra Mundial para la PlayStation Portable. Fue lanzado el 14 de marzo de 2007. Es la tercera entrega portátil de la franquicia, primero siendo en la N-Gage y el segundo en el Pocket PC. El modo de campaña te permite jugar desde la perspectiva de tres soldados aliados: la 82.ª División Aerotransportada, 1º ejército canadiense y el regimiento de paracaidistas británicos y que incluyen a un piloto artillero de la Octava Fuerza Aérea en un total de 14 misiones.

## Campaña
Esta es una trama relacionada con la Segunda Guerra Mundial. Este modo en que el jugador juega con tres diferentes campañas como en la saga Call of Duty las cuales son Estados Unidos, Canadá y los británicos. Las misiones americanas son la Operación Market Garden, Operación Avalanche y Operación Detroit. Las misiones canadienses son la Batalla del Escalda, Operación Infatuate y Operación Blockbuster. Las misiones británicas son la Operación Market Garden y Operación Varsity. Aunque hay 14 niveles totales, cada uno se llevará a cabo durante una determinada misión de la Segunda Guerra Mundial.

## Multijugador
Es el modo en que se puede jugar en línea con 6 jugadores máximo por vía Ad hoc, con una serie de minimapas. Incluye también juegos como Deathmatch, Team Deathmatch y Capturar el banderín, entre otros.

## Versiones
La versión norteamericana del videojuego Call of Duty: Black Ops: Declassified dispone de una descarga gratuita de Call of Duty: Roads to Victory.

## Armas[3]
| Arma              | País de origen | Imagen |
| ----------------- | -------------- | ------ |
| Subfusil Thompson | Estados Unidos |        |
| Garand M1         | Estados Unidos |        |
| Springfield M1903 | Estados Unidos |        |
| BAR               | Estados Unidos |        |
| Carabina M1A1     | Estados Unidos |        |
| Lee-Enfield       | Reino Unido    |        |
| Sten Mk2          | Reino Unido    |        |
| Bren              | Reino Unido    |        |
| Mauser Kar 98k    | Alemania nazi  |        |
| MP40              | Alemania nazi  |        |
| STG44             | Alemania nazi  |        |
| FG42              | Alemania nazi  |        |